# Happn
O Happn é um aplicativo móvel de busca social baseado em localização que permite que os usuários curtam ou descurtam outros usuários e permite que os usuários conversem entre si se ambas as partes gostarem uma da outra (um match). O app geralmente pode ser usado como um aplicativo hookup. O Happn foi fundado por Didier Rappaport e desenvolvido pela FTW & Co. O foco do Happn é fazer match de usuários com base nos locais onde eles se cruzaram.  Podendo ter atualizações de imagens direta ou não com cadastro do Facebook.
Lançado em 2014, em Paris, alguns meses depois o app já estava disponível em Londres, Berlim e Nova York. Um ano depois, em 2015, o app se tornou disponível para o público brasileiro.  O app é o primeiro aplicativo de relacionamentos do mundo para smartphones a usar geolocalização em tempo real como forma de encontrar um parceiro. 
O app é compatível com Android, iPhone e Windows. O app usa um feed com base na localização do telefone dos usuários, listando possíveis matches. Em Julho de 2014, o app tinha 40.000 usuários diários. Em Janeiro de 2016, o Happn tinha 10 milhões de usuários. Em Junho de 2019, o aplicativo já soma 70 milhões de usuários no mundo.  Em 2019, o app informa que possui mais de 7 milhões de usuários brasileiros cadastrados na plataforma.  O número de brasileiros no app é tão expressivo que São Paulo é a segunda cidade do mundo com maior número de usuários ativos no app.

## Ligações Externas
- Site Oficial